# Toru Yoshikawa
Toru Yoshikawa (吉川 亨 Yoshikawa Toru?,  nacido el 13 de diciembre de 1961 en Mie) es un exfutbolista japonés que se desempeñaba como centrocampista.
En 1983, Yoshikawa jugó para la Selección de fútbol de Japón.

## Trayectoria

### Clubes
| Club               | País  | Año         |
| ------------------ | ----- | ----------- |
| Hitachi            | Japón | 1980 - 1992 |
| Kyoto Purple Sanga | Japón | 1992 - 1994 |
| FC Kyoken          | Japón | 1995 - 2000 |

### Selección nacional
| Selección | País  | Año  |
| --------- | ----- | ---- |
| Absoluta  | Japón | 1983 |

## Estadística de equipo nacional
| Selección de Japón | Selección de Japón | Selección de Japón |
| Año                | Part.              | Goles              |
| ------------------ | ------------------ | ------------------ |
| 1983               | 1                  | 0                  |
| Total              | 1                  | 0                  |